# Pump
| Recensione       | Giudizio   |
| ---------------- | ---------- |
| AllMusic         |            |
| Robert Christgau | B+         |
| Q                |            |
| Rolling Stone    |            |
| Spin             | (positivo) |

Pump è il decimo album in studio della rock band statunitense Aerosmith, pubblicato il 12 settembre 1989 dalla Geffen Records. È stato acclamato da fans e critici sin dal giorno della sua uscita, ed è da molti considerato come il miglior lavoro pubblicato dalla band negli anni ottanta.

## Il disco
Si tratta forse del lavoro più vario degli Aerosmith: contiene semplici canzoni rock nello stile originale del gruppo (F.I.N.E., Young Lust), l'uso di tastiere e una sezione di fiati in alcuni dei singoli (Love in an Elevator, The Other Side), una ballata (What It Takes), testi che trattano argomenti più impegnati come l'incesto e l'omicidio (Janie's Got a Gun) e l'abuso di alcol e droga (Monkey on My Back), nonché una serie di intermezzi strumentali come Water Song e Dulcimer Stop.
Insieme al suo successore Get a Grip, Pump è il secondo album in studio più venduto degli Aerosmith negli Stati Uniti, con oltre 7 milioni di copie vendute (il primo è Toys in the Attic con 8 milioni di copie). L'album ha prodotto una serie di successi e di "primati" per la band, compreso il loro primo Grammy Award per Janie's Got a Gun. Love in a Elevator è diventata la prima canzone degli Aerosmith raggiungere la vetta della Mainstream Rock Songs. Inoltre, è l'unico album del gruppo ad aver avuto tre singoli nella top 10 della Billboard Hot 100. Negli Stati Uniti è il quarto disco più venduto dell'anno 1990.
Nel 1994, è stato pubblicato un video-documentario sulla realizzazione del disco, intitolato The Making of Pump.

## Tracce
1. Young Lust – 4:19 (Steven Tyler, Joe Perry, Jim Vallance)
2. F.I.N.E. – 4:06 (Tyler, Perry, Desmond Child)
3. Going Down/Love in an Elevator – 5:41 (Tyler, Perry)
4. Monkey on My Back – 3:57 (Tyler, Perry)
5. Water Song/Janie's Got a Gun – 5:33 (Tyler, Tom Hamilton)
6. Dulcimer Stomp/The Other Side – 4:56 (Tyler, Vallance, Brian Holland, Lamont Dozier, Eddie Holland)
7. My Girl – 3:10 (Tyler, Perry)
8. Don't Ged Mad, Get Even – 4:48 (Tyler, Perry)
9. Hoodoo/Voodoo Medicine Man – 4:39 (Tyler, Perry, Brad Whitford)
10. What It Takes – 6:29 (Tyler, Perry, Child)

Durata totale: 47:38
Alla fine dell'ultima traccia, dopo alcuni secondi di silenzio, è presente una breve ghost track strumentale di genere Country.

## Problemi legali
Il management degli Aerosmith è stato citato in giudizio per violazione di marchio di servizio da una piccola rock band chiamata, appunto, Pump. Gli Aerosmith hanno poi vinto la causa.
Il gruppo si è trovato in guai legali anche quando il trio di compositori Holland-Dozier-Holland li ha accusati di plagio per The Other Side che, in alcuni punti, suonava simile a una melodia composta da loro. Come parte della transazione, gli Aerosmith hanno deciso di aggiungere "Brian Holland, Lamont Dozier, Eddie Holland" nei crediti di The Other Side.
Il frontman Steven Tyler si è detto rammaricato di non aver potuto inserire i testi nel booklet dell'album, in quanto la Geffen aveva paura che il PMRC avrebbe potuto protestare sul contenuto lirico con riferimenti al sesso e ai farmaci.

## Formazione
Gruppo
- Steven Tyler - voce, armonica a bocca
- Joe Perry - chitarra, cori
- Brad Whitford - chitarra
- Tom Hamilton - basso, cori in Love in an Elevator
- Joey Kramer - batteria

Altri musicisti
- Bob Dowd - cori in Love in an Elevator
- Catherine Epps - intro parlato (operatrice dell'ascensore) in Love in an Elevator
- Bruce Fairbairn – tromba, cori in Love in an Elevator
- The Margarita Horns (Bruce Fairbairn, Henry Christian, Ian Putz, Tom Keenlyside) - ottoni, sassofono
- John Webster – tastiere

Produttori
- Produttore: Bruce Fairbairn
- Ingegneri del suono: Michael Fraser, Ken Lomas
- Missaggio: Mike Fraser
- Masterizzazione: Greg Fulginiti
- Supervisore della Masterizzazione: David Donnelly
- Direzione artistica: Kim Champagne, Gabrielle Raumberger
- Copertina: Andy Engel

## Classifiche

### Classifiche settimanali
| Classifica (1989) | Posizione massima |
| ----------------- | ----------------- |
| Canada            | 2                 |
| Finlandia         | 7                 |
| Germania          | 13                |
| Giappone          | 10                |
| Italia            | 17                |
| Norvegia          | 9                 |
| Paesi Bassi       | 33                |
| Regno Unito       | 3                 |
| Stati Uniti       | 5                 |
| Svezia            | 8                 |
| Svizzera          | 9                 |
| Classifica (1990) | Posizione massima |
| Australia         | 1                 |
| Nuova Zelanda     | 8                 |
| Classifica (1991) | Posizione massima |
| Ungheria          | 38                |

### Classifiche di fine anno
| Classifica (1989) | Posizione |
| ----------------- | --------- |
| Canada            | 21        |
| Italia            | 81        |
| Classifica (1990) | Posizione |
| Australia         | 19        |
| Canada            | 10        |
| Nuova Zelanda     | 10        |
| Stati Uniti       | 4         |

### Classifiche di fine decennio
| Classifica (1990–1999) | Posizione |
| ---------------------- | --------- |
| Stati Uniti            | 73        |

## Premi
Grammy Awards
| Anno | Vincitore         | Categoria                                                        |
| ---- | ----------------- | ---------------------------------------------------------------- |
| 1990 | Janie's Got a Gun | Grammy Award alla miglior performance rock di un duo o un gruppo |